# Canarina canariensis
Canarina canariensis és una espècie de planta de la família de les Campanulàcies que es distribueix per Gran Canària, Tenerife, La Palma, La Gomera, El Hierro (Illes Canàries). És una planta bulbosa que es troba a les comunitats del montverd i del bosc termòfil. És una espècie que s'usa com a planta ornamental.

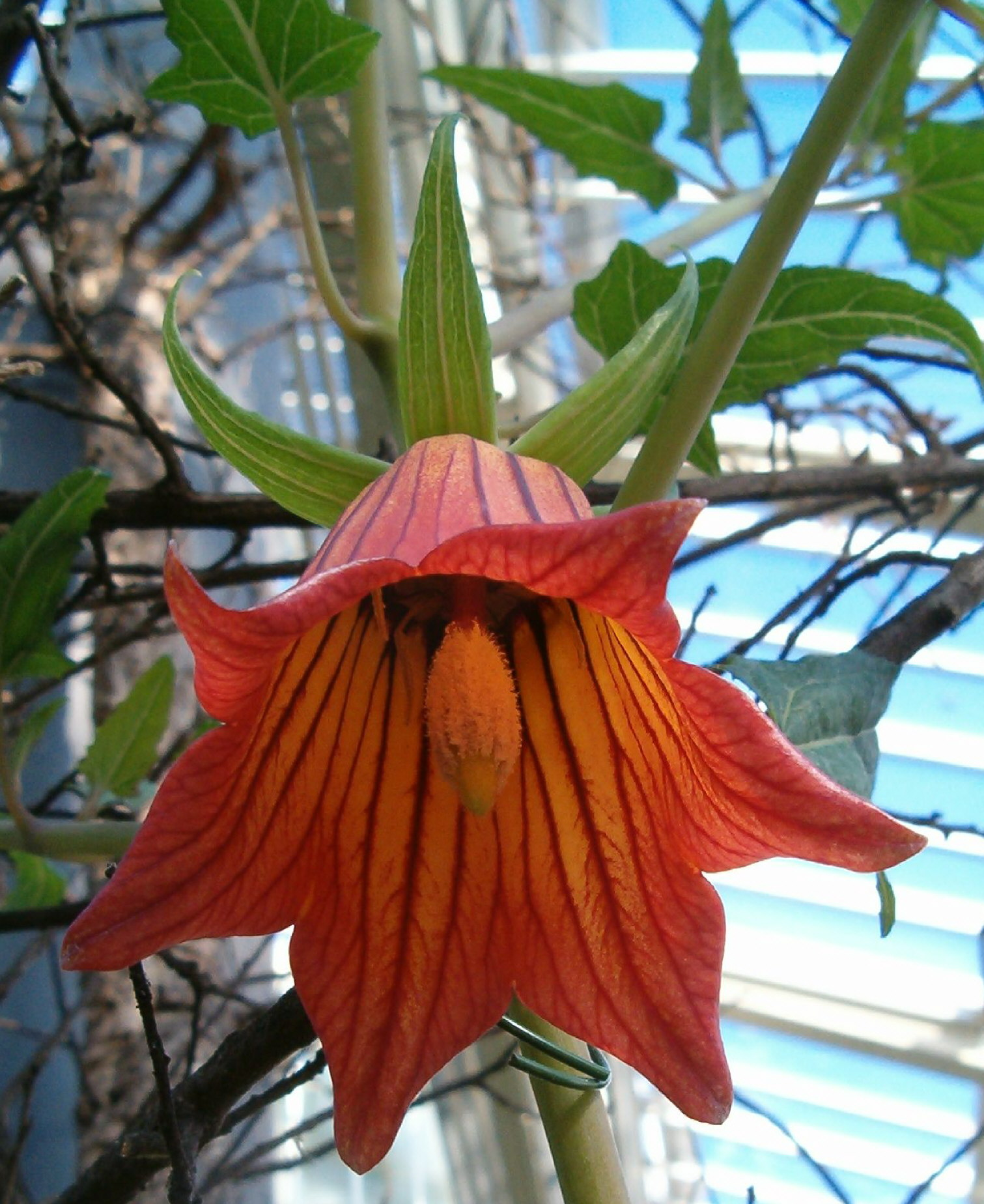
Cultiu de C. canariensis a un hivernacle del Jardí Botànic de Berlín-Dahlem
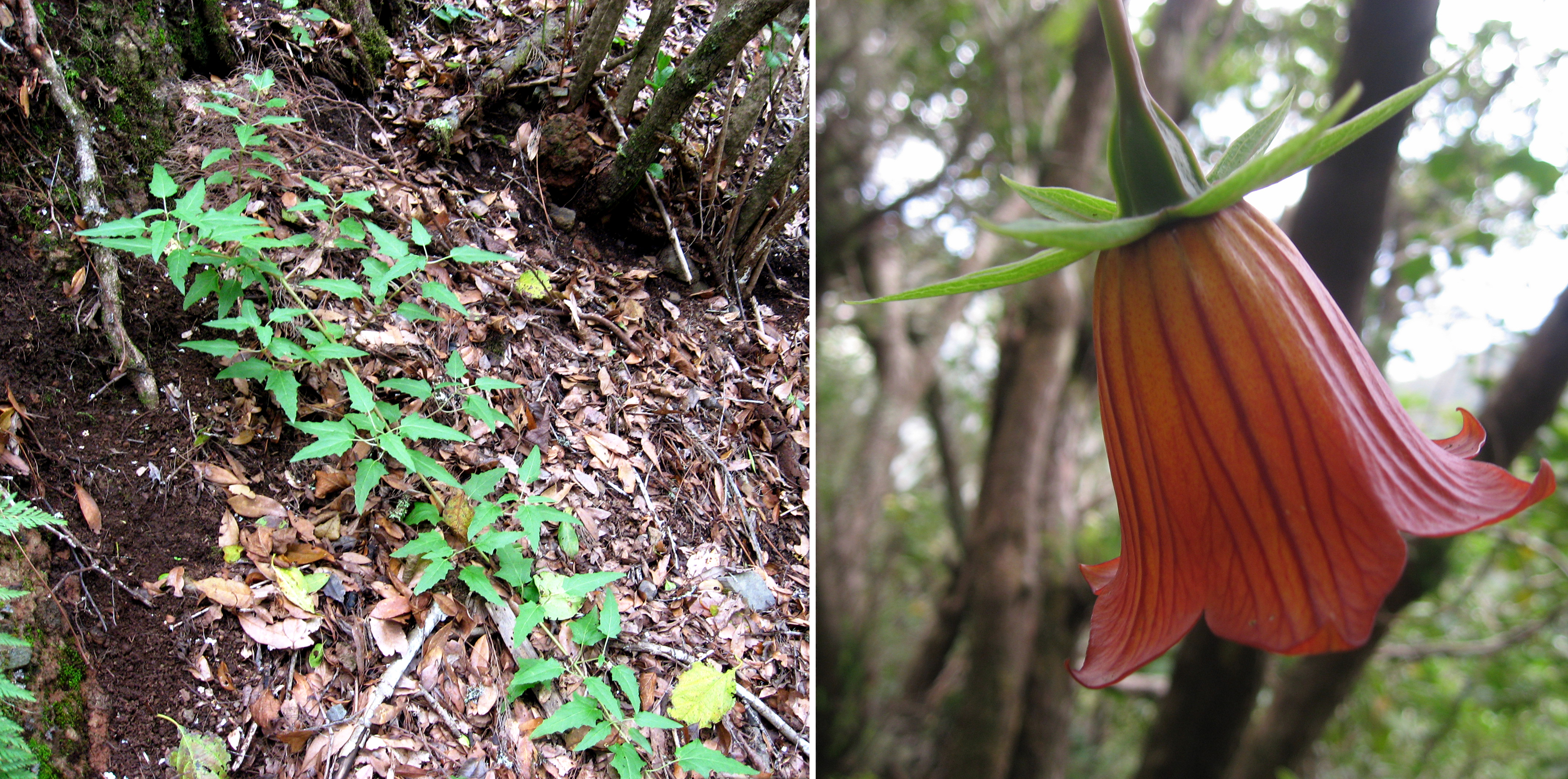
C. canariensis als seu hàbitat natural, el bosc de laurisilva d'Anaga, Tenerife
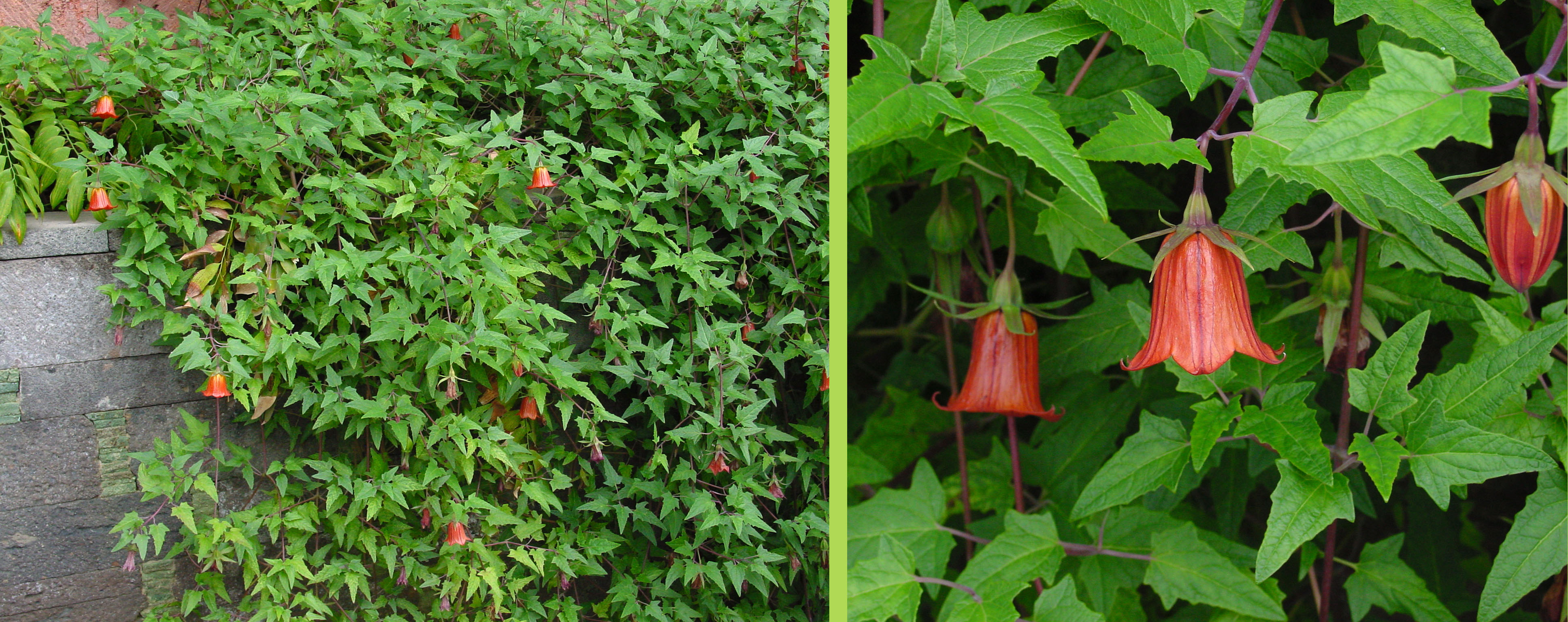
Canarina canariensis al Jardí Botànic Viera y Clavijo a Gran Canària